# John Brenner
John Brenner (ur. 4 stycznia 1961) – amerykański lekkoatleta specjalizujący się w pchnięciu kulą oraz rzucie dyskiem.

## Sukcesy sportowe
W 1980 r. zdobył w Greater Sudbury brązowy medal w pchnięciu kulą podczas igrzysk panamerykańskich juniorów. W 1984 r. zdobył dwa tytuły mistrza organizacji National Collegiate Athletic Association, w pchnięciu kulą oraz w rzucie dyskiem. W latach 1986 i 1987 zdobył tytuł mistrza Stanów Zjednoczonych w pchnięciu kulą. W 1986 r. zdobył brązowy medal podczas Igrzysk Dobrej Woli w Moskwie. Największy sukces na arenie międzynarodowej odniósł w 1987 r. w Rzymie, zdobywając brązowy medal mistrzostw świata w pchnięciu kulą (z wynikiem 21,75 m; za Wernerem Günthörem i Alessandro Andrei). Podczas tych zawodów startował również w konkurencji rzutu dyskiem, ale nie zdobył kwalifikacji do finału. 

## Rekordy życiowe
- pchnięcie kulą – 22,52 m – Walnut 26.04.1987
- pchnięcie kulą (hala) – 20,70 m – Princeton 28.02.1986
- rzut dyskiem – 66,62 m – Salinas 12.04.1986